# Nekropole Cales Coves
Koordinaten: 39° 51′ 50,2″ N, 4° 8′ 44,8″ O
Die Nekropole Cales Coves (deutsch Höhlenbuchten) besteht aus knapp 100 natürlichen und artifiziellen Bestattungshöhlen auf der Baleareninsel Menorca. Sie befinden sich etwa 10 Kilometer von Alaior entfernt.

## Bedeutung
Die Bucht ist von hohen Klippen und vertikalen Felswänden umgeben, in denen sich die Höhlen befinden. Hierbei handelt es sich um die größte Gruppierung auf Menorca. Die Nekropole wurde in der Bronzezeit (1400–900 v. Chr.) und in der anschließenden talayotischen (900–550 v. Chr.) und posttalayotischen Eisenzeit (550–123 v. Chr.) in sechs Zonen in die Felsenwände der Täler von Binidali und Son Domingo gemeißelt.

Cales Coves
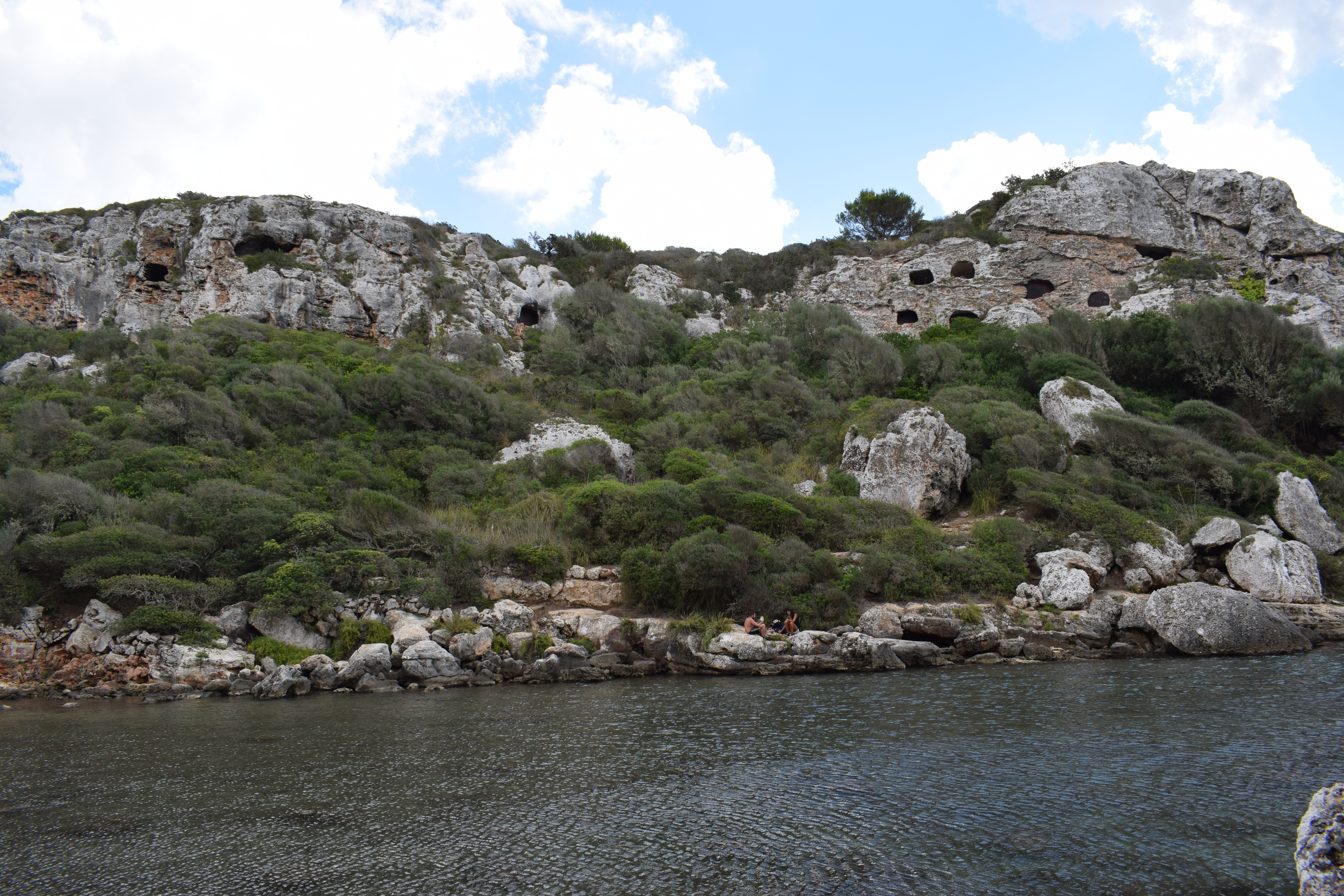
Bestattungshöhlen in den Felswänden
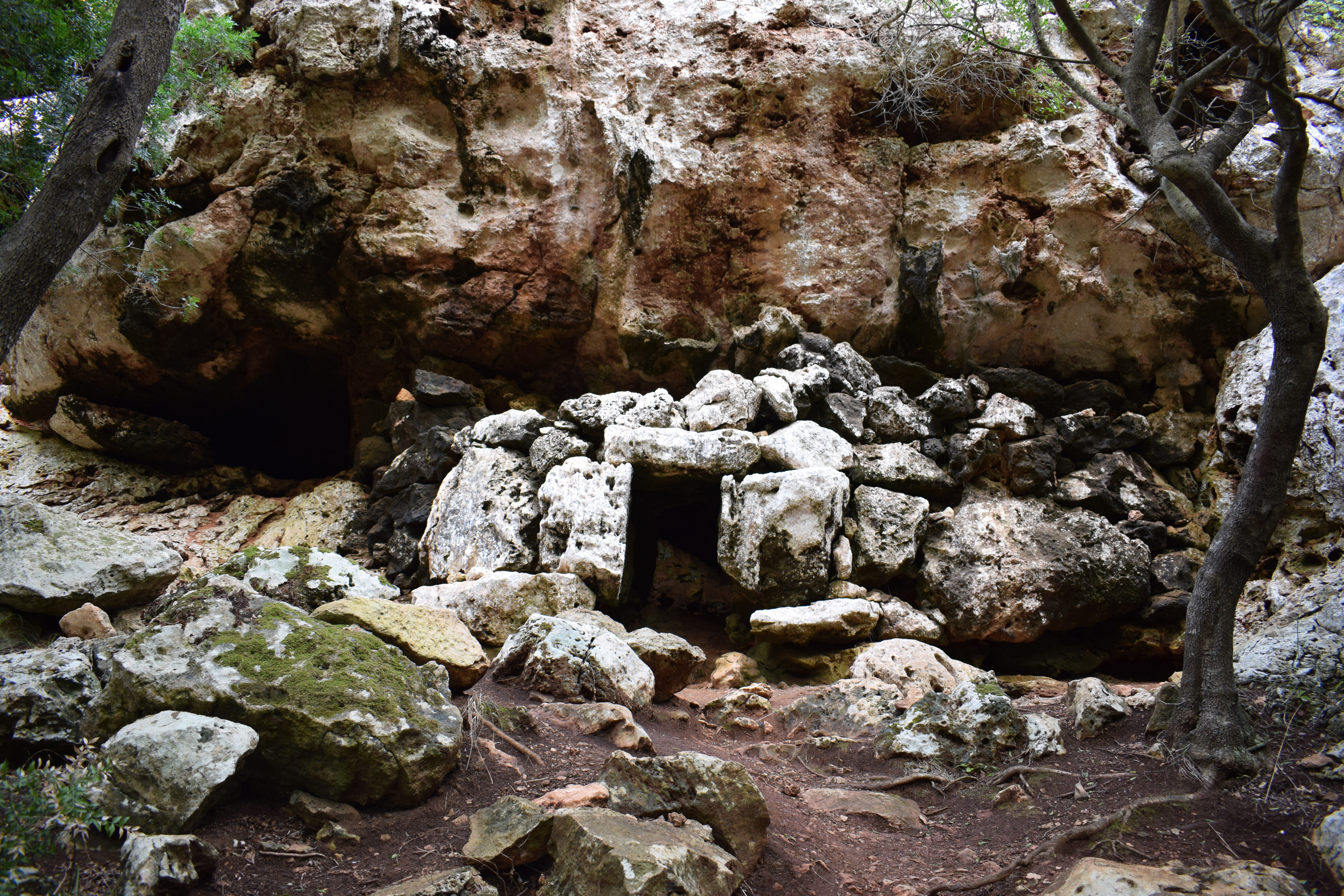
„Es Fornet“ – natürliche Höhle mit Zyklopenmauerwerk
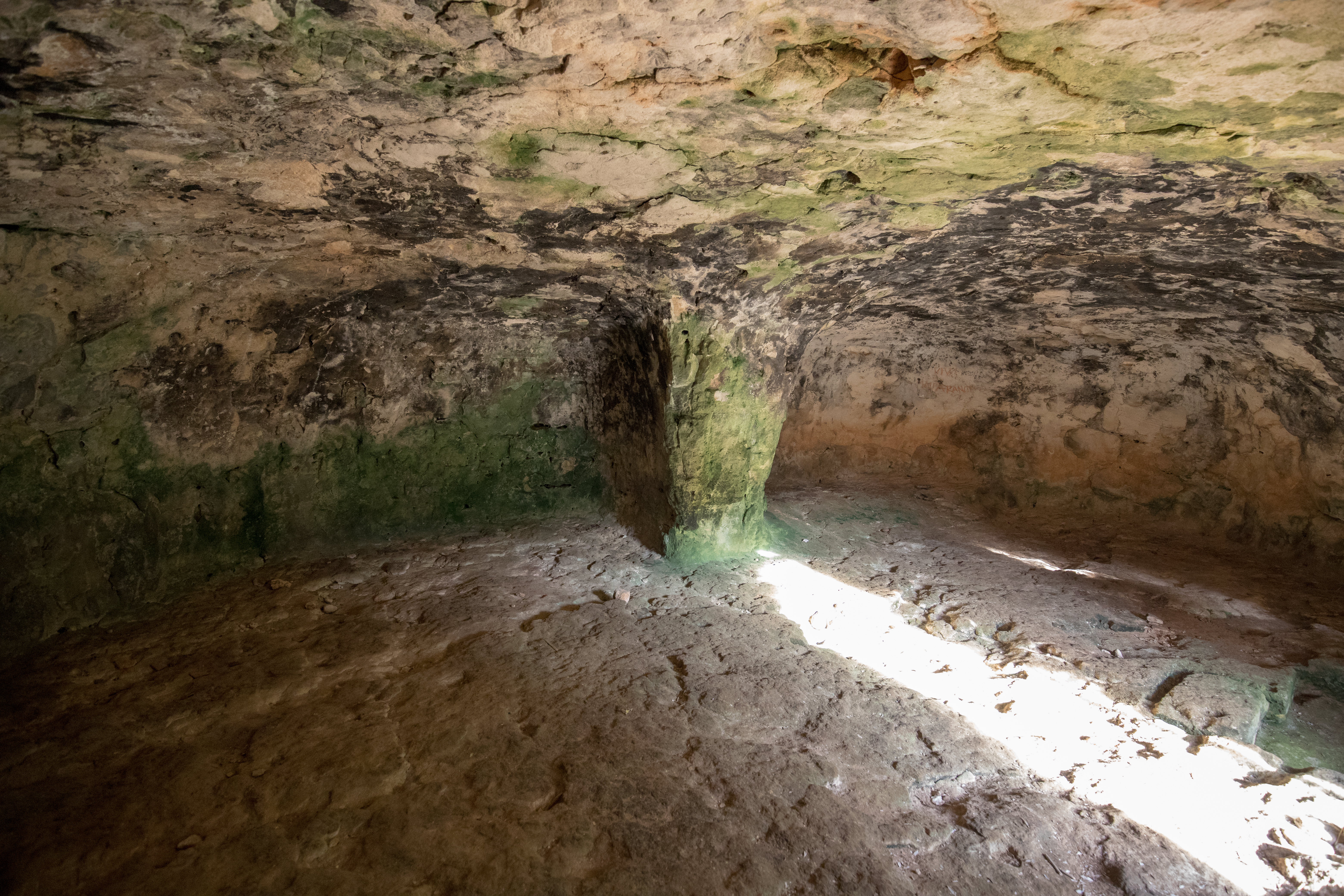
Innenansicht
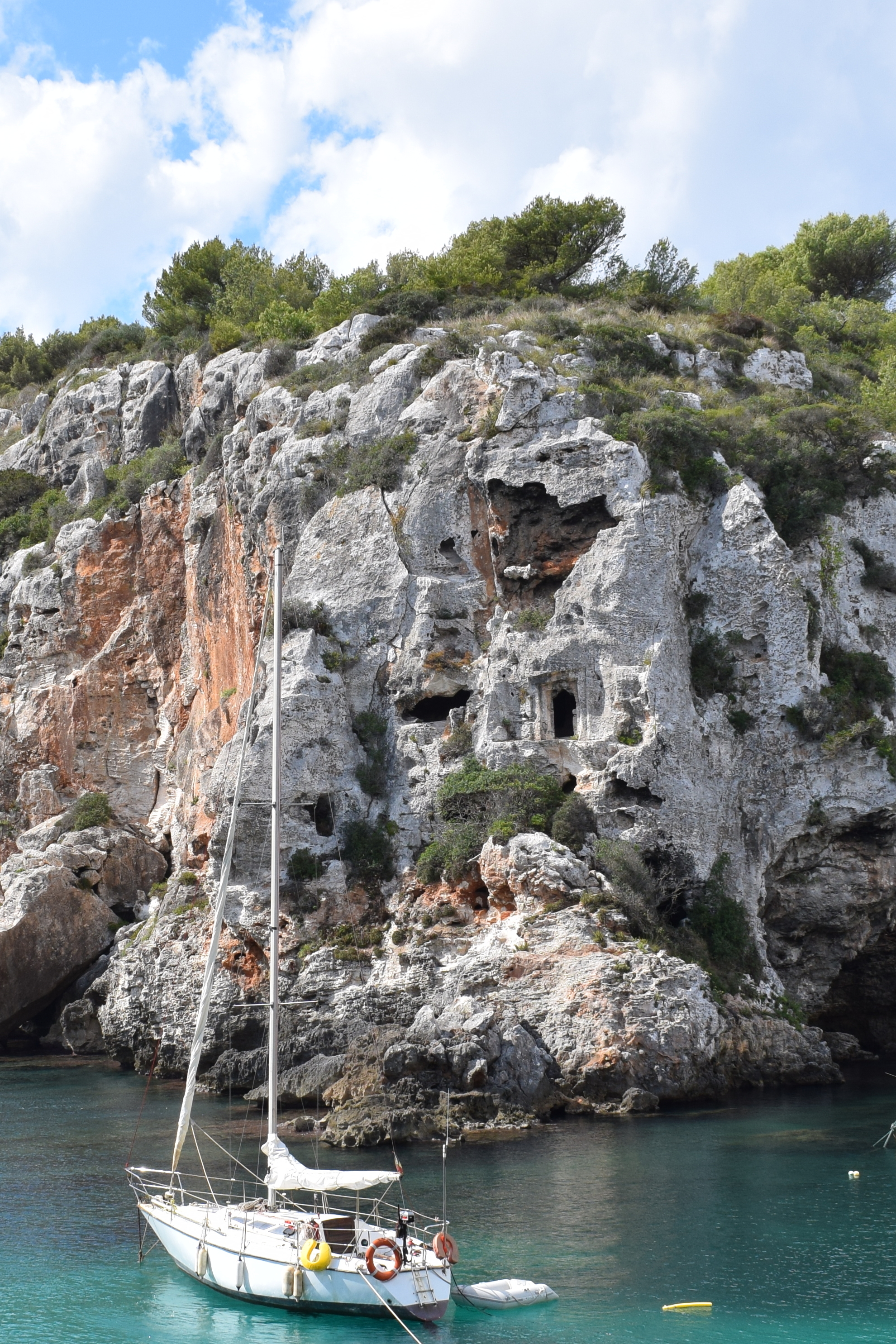
Portal von Höhle 81
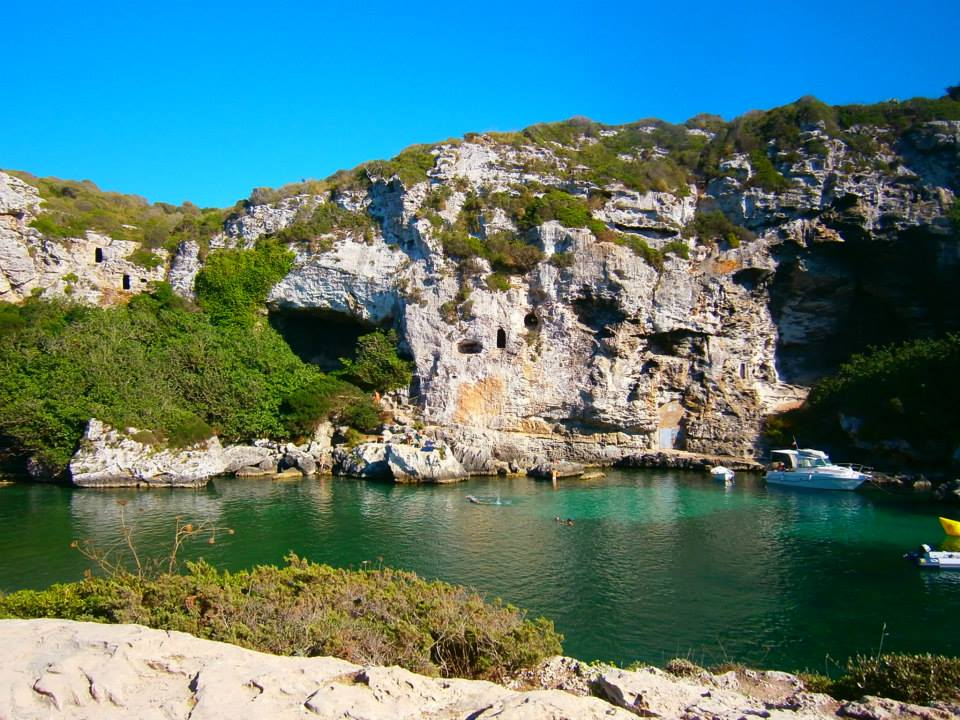
Bestattungshöhlen in den Felswänden
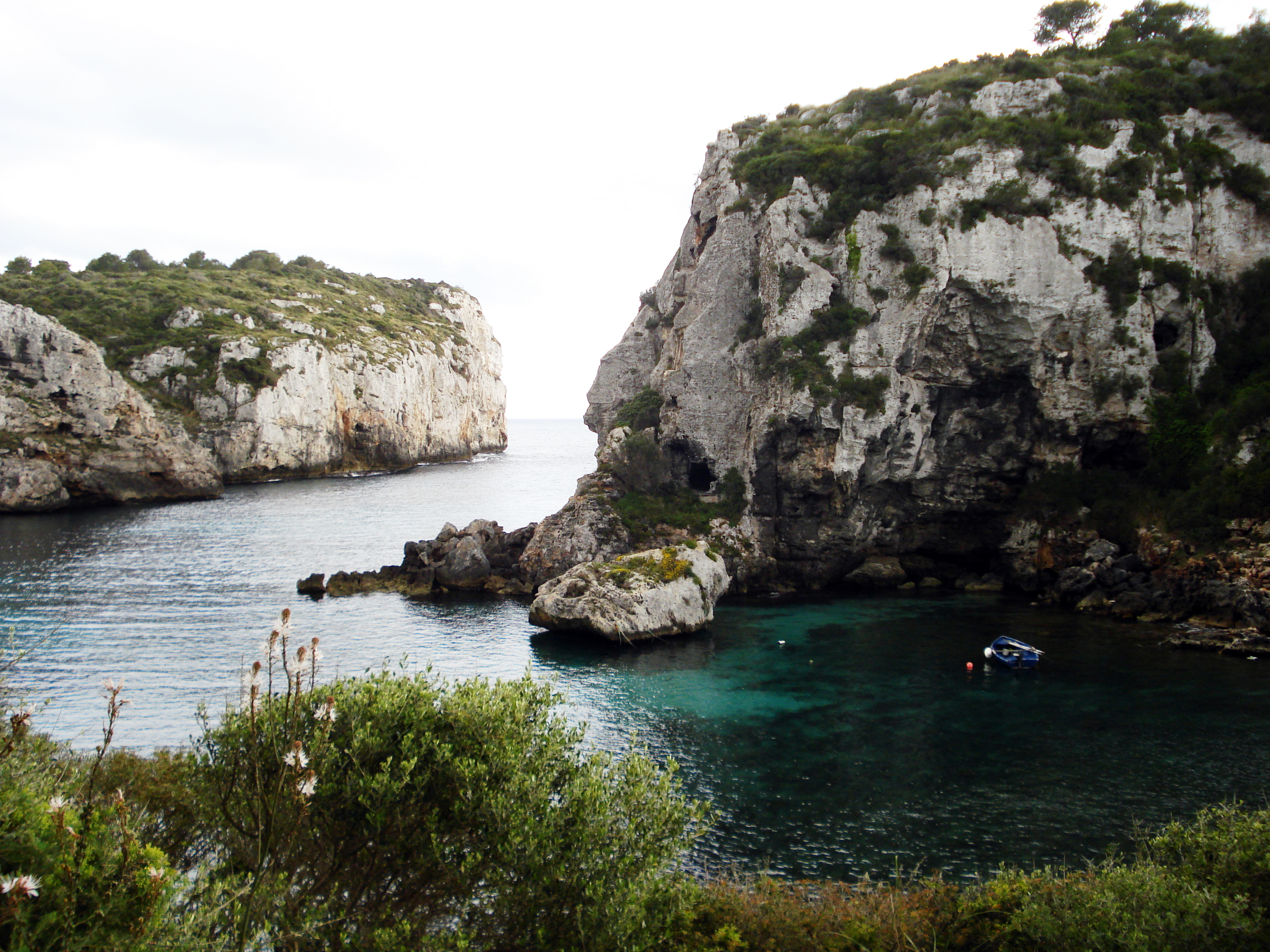
Die Bucht

Bei den Höhlen handelt sich um die wichtigste talayotische Nekropole Menorcas (neben der kleineren von Cala Morell). Diese baulich gestaltete Begräbnisstätte umfasst Kammern, die runde oder viereckige Form haben. Die Höhlen aus der Eisenzeit haben größere und besser ausgebaute Kammern, mit Altären und Nischen, rechteckigen Zugängen mit Verzierungen, Wandpfeilern und aus dem Felsen geschlagenen Vorhöfen. Am 3. Juni 1931 wurden die Cales Coves per Dekret zu einem historischen Denkmal erklärt. Sie ist heute unter der Nummer R-I-51-0003150 als archäologische Stätte (Zona Arqueológica) registriert.
Die Nekropole gehört zu den 24 archäologischen Stätten, die seit 2023 als „Talayotisches Menorca“ zum Weltkulturerbe zählen.

## Nutzung
Die Höhlen wurden vom 11. Jahrhundert v. Chr. bis etwa zur Ankunft der Römer im Jahre 123 v. Chr. benutzt. Sie wurden ausgegraben und das Material ins Menorca Museum verbracht. Ab der römischen Epoche wurde Cales Coves nur noch als Pilgerort aufgesucht, wie die Inschrift aus der Höhle „Cova dels Jurat“ oder „l’Esglesia“ belegt.

## Zugang
Vom nahe gelegenen kostenlosen Parkplatz sind die Höhlen zu Fuß auf einem ausgeschilderten Weg zu erreichen. Von Cala en Porter braucht man auf dem Camí de Cavalls etwa eine halbe Stunde.